# Octavina filipina

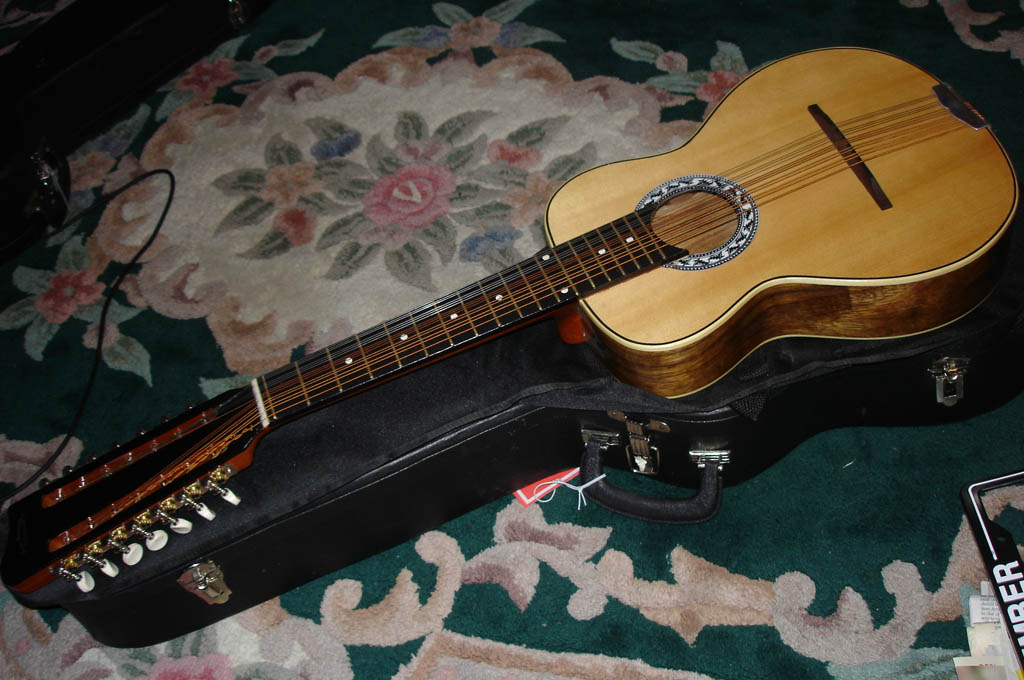
Uma Octavina

A octavina ou oitavina é um instrumento Filipino em forma de Guitarra clássica, com uma afinação semelhante a do alaúde. 
Com a grande influência espanhola do século XVI ao século XIX, muitos instrumentos tradicionais espanhóis se incorporaram na cultura filipina.

## Afinação
O Octavina tem um conjunto de 14 cordas em seis cursos: sexta-única, quinta-dupla, quarta dupla, 3-tripla, segunda-tripla e 1-tripla, é numerado a partir do fundo. Ela é ajustada de forma semelhante a bandurria, mas uma oitava inferior, dando:
- 1: G (sol)
- 2: G (sol)
- 3: G (sol)
- 4: D (re)
- 5: D (re)
- 6: D (re)
- 7: A (la)
- 8: A (la)
- 9: A (la)
- 10: E (mi)
- 11: E (mi)
- 12: B (si)
- 13: B (si)
- 14: F# (fá sustenido)